# Ethem Nejat
Ethem Nejat, niekiedy zapisywane Edhem Nejad (osm. أدهم نژاد; ur. 1883, zm. 28 stycznia 1921 na Morzu Czarnym) – turecki edukator, działacz komunistyczny i rewolucjonista. Jeden z założycieli Komunistycznej Partii Turcji.

## Życiorys

### Działalność edukacyjna
Przebywał we Francji, gdy ustanowiono drugą erę konstytucyjną. Po jej ogłoszeniu powrócił do Stambułu i zaczął pracować jako nauczyciel. W tym czasie był autorem w gazecie „Ziraat” i „Trade Newspaper”.
Jego pierwszym obowiązkiem jako nauczyciela był 1909 w Dyrekcji Administracyjnej Alasonya. Po roku został mianowany dyrektorem szkoły nauczycielskiej. W 1913 został mianowany odpowiednio dyrektorem w różnych szkołach nauczycielskich w Bursie i Izmirze. W pierwszych dniach I wojny światowej pełnił obowiązki Dyrektora ds. Edukacji w Eskişehir, następnie w Adanie i Izmirze. Przez pewien czas odbywał również ochotniczą służbę wojskową. W 1918 już po zakończeniu wojny, mianowany Nadzorcą Edukacji w Stambule.

### Działalność polityczna
Początkowo związany był ze środowiskiem panturkistycznym. Był jednym z pierwszych członków Ogniska Tureckiego, które powstało 12 marca 1912 pod przewodnictwem Ahmeta Ferita. W 1918 rząd osmański wysłał go do Niemiec, gdzie związał się ze środowiskiem komunistycznym i uczestniczył w niemieckiej rewolucji spartakusowskiej wraz z Partią Robotników i Chłopów, którą założył z tureckimi studentami i robotnikami przebywającymi w Niemczech. Zostali wezwani z powrotem do Turcji w 1919, gdzie zmienili nazwę partii na Turecką Socjalistyczną Partię Robotników i Chłopów (tur. Türkiye İşçi ve Çiftçi Sosyalist Fırkası, TİÇSF).

#### Założenie Komunistycznej Partii Turcji
10 września 1920 w Baku odbył się kongres założycielski Komunistycznej Partii Turcji (TKP), na którym zgromadzili się przedstawiciele trzech lewicowych środowisk. Były to: Turecka Socjalistyczna Partia Robotników i Chłopów (tur. Türkiye İşçi ve Çiftçi Sosyalist Fırkası, TİÇSF), Zielona Armia (tur. Yeşil Ordu, YO) oraz grupa tureckich komunistów z ZSRR (w dużej mierze składająca się z tureckich jeńców wojennych, którzy zostali zwerbowani przez bolszewików), w tym Süleyman Nuri. Łącznie kongres składał się z 74 delegatów. Mustafa Suphi został wówczas wybrany na przewodniczącego partii, a Nejat na sekretarza generalnego.

#### Powrót do Turcji i zamordowanie
Po kongresie założycielskim Nejat udał się do Anatolii. Był jednym z 15 komunistów (w tym również Mustafa Suphi), którzy wyruszyli do Turcji, aby dołączyć do tureckiej wojny o niepodległość. Po napotkaniu wrogości w Erzurum komuniści próbowali powrócić. Zostali jednak zamordowani po wypłynięciu z Trabzonu w nocy 28 stycznia 1921. Prawdopodobnie dokonała tego grupa zwolenników İsmaila Envera z obawy, że komuniści mogliby ujawnić plany działań politycznych Envera w Moskwie, a ostatecznie skorzystać z pomocy bolszewików w przejęciu władzy w Turcji i pokonaniu Tureckiego Ruchu Narodowego.

## Publikacje
W latach 1911-1914 Ethem Nejat wydawał czasopismo edukacyjne „Yeni Fikir”. W tym samym okresie publikował także artykuły w innych czasopismach edukacyjnych, takich jak „Terbiye” i „Muallim” oraz w magazynie rolniczym „Toprak”. Jego artykuły publikowano w wielu czołowych gazetach i czasopismach tamtego okresu: „Tanin”, „Tasvir-i Efkar”, „Sırat-ı Müstakim/Sebîlürreşâd”, „Siper-i Saika”, „Ulum-u İctimaiye”, „Sa’y-u Amel„, „Çocuk Dünyası”, „Talebe Defteri”, „Türk Kadını”, „İfham”, „Yeni Dünya”.

### Książki
- Türklük Nedir ve Terbiye Yolları (1913)
- Çiftlik Müdürü (1913)
- Yiğit Türkler (1913)
- Terbiye-i İptidaiye Islahatı (1915)
- Çocuklarımızı Nasıl Büyütmeliyiz (1916)[11]